# 青森県立保健大学
青森県立保健大学（あおもりけんりつほけんだいがく、英語: Aomori University of Health and Welfare）は、青森県青森市大字浜館字間瀬58-1に本部を置く日本の公立大学。1999年創立、1999年大学設置。

## 概観

### 大学全体
- 公立大学であるため、県内出身者が多い。
- 「健康科学部」のみの単科大学であり、看護学科、理学療法学科、社会福祉学科、栄養学科の4つの学科から構成 されている。

## 沿革
（沿革節の主要な出典は公式サイト）
- 1999年（平成11年） : 青森県立保健大学開学（健康科学部）。
- 2003年 : 旧青森高等看護学院の建物を一部改修して大学院（健康科学研究科・修士課程）を開設。
- 2005年 : 大学院博士後期課程を設置。
- 2008年4月 - 公立大学法人化。健康科学部栄養学科を設置。
- 2023年（令和5年）4月 - 大学院に「公衆衛生学修士（専門職）（MPH）コース」（修士（公衆衛生学）の学位取得を目指す）を開設する。MPHプログラムの開設は、東北地方では東北大学に次いで2例目となる[2]。

## 組織

### 学部

#### 健康科学部
- 看護学科
- 理学療法学科
- 社会福祉学科
- 栄養学科

### 研究科

#### 健康科学研究科
- 健康科学専攻（博士前期課程・博士後期課程）

## 対外関係

### 大学間協定
- 韓国
  - 慶北大学校[3]
- ベトナム
  - ナムディン看護大学・国立栄養研究所[3]
- アメリカ合衆国
  - ヴィラノヴァ大学[3]

## 大学関係者

### 歴代学長
- 初代：新道幸惠
- 2代：リボウィッツよし子
- 3代：上泉和子

### 教員
- 羽入辰郎 - 人間総合科学科目・教授。『マックス・ヴェーバーの犯罪――『倫理』論文における資料操作の詐術と「知的誠実性」の崩壊』で山本七平賞を受賞。

## 備考
- 校歌「新たな未来へ」の作詞&作曲は青森県出身のミュージシャン小比類巻かほる。校舎は建築家黒川紀章による設計である[4]。